# Hans-Jörg Fecht
Hans-Jörg Fecht (*  8. März 1957 in Völklingen) ist ein deutscher Werkstoffwissenschaftler und Nanotechnik-Wissenschaftler.
Fecht studierte von 1975 bis 1981 Materialwissenschaften an der Universität Saarbrücken  und wurde dort 1984 bei H. Gleiter promoviert. Als Post-Doktorand war er an der University of Wisconsin-Madison. 1987 habilitierte er sich. Von 1987 bis 1990 war er am Caltech und ab 1990 Professor für Metallphysik und Physikalische Chemie an der Universität Augsburg, 1993 Professor an der  TU Berlin (Institut für Metallphysik) und 1997 Professor für Materialwissenschaften und Direktor des Instituts für Mikro- und Nanomaterialien an der Universität Ulm. Von 2001 bis 2012 war er außerdem Senior Scientist am Institut für Nanowissenschaft des KIT.
Er befasste sich unter anderem mit Thermodynamik von Korngrenzen und Glasbildung, nanostrukturierten und nanokristallinen Materialien (mit verschiedensten Anwendungen von der Mikroelektronik bis zur Oberfläche von Eisenbahnschienen), photovoltaischer Nanotechnologie, Nanoteilchen mit magnetischen Eigenschaften, Sensoren für raue Umweltbedingungen und Sensoren basierend auf Magnetowiderstand, nichtkonventionellen Halbleitern, und Hochtemperaturmaterialien für Turbinen.
1998 erhielt er den Gottfried-Wilhelm-Leibniz-Preis. 2004 erhielt er den Innovationspreis des VDI.
1999 wurde er Mitglied des Space Station User Panels der ESA. 2012 war er Gastprofessor am Caltech. 2015 wurde er Direktor des Eureka Clusters Metallurgy Europe. Er ist Mitglied der European Academy of Sciences and Arts.

## Schriften (Auswahl)
- Herausgeber mit Yannick Champion: Nano-Architectured and Nanostructured Materials: Fabrication, Control and Properties, Wiley-VCH 2005
- Herausgeber mit Matthias Werner: The Nano-Micro Interface: Bridging the Micro and Nano Worlds, Wiley-VCH 2005
- Herausgeber mit Kai Brühne, Peter Gluche: Carbon-based nanomaterials and hybrids : synthesis, properties, and commercial applications, PAN Stanford Publ., Singapur 2014
- Nanotechnology and diamond: from basic properties to applications , in: M. H. van de Voorde (Hrsg.), Nanoscience and Nanotechnology : advances and developments in nano-sized materials, De Gruyter 2018